# Baisweil
Baisweil è un comune tedesco di 1 311 abitanti, situato nel land della Baviera.